# Surimana
Surimana es una localidad peruana, capital del distrito de Túpac Amaru, ubicado en la provincia de Canas en el departamento del Cuzco. Es conocida por haber sido cuna de la rebelión de 1781, liderada por José Gabriel Tupac Amaru II.

## Toponimia
El nombre de Surimana podría provenir del lengua aimara, 'rocío de la mañana'; o del quechua suri, 'ñandú cordillerano' y manan, 'no'; pues se sabe que en Surimana había cantidad de dichas aves que desaparecieron tras la conquista española. Preocupados los naturales se decían los unos a los otros suri mana kapunchu, es decir, "desapareció el suri". Desde luego con la españolización el nombre habría quedado recortado a Surimana.

## Historia

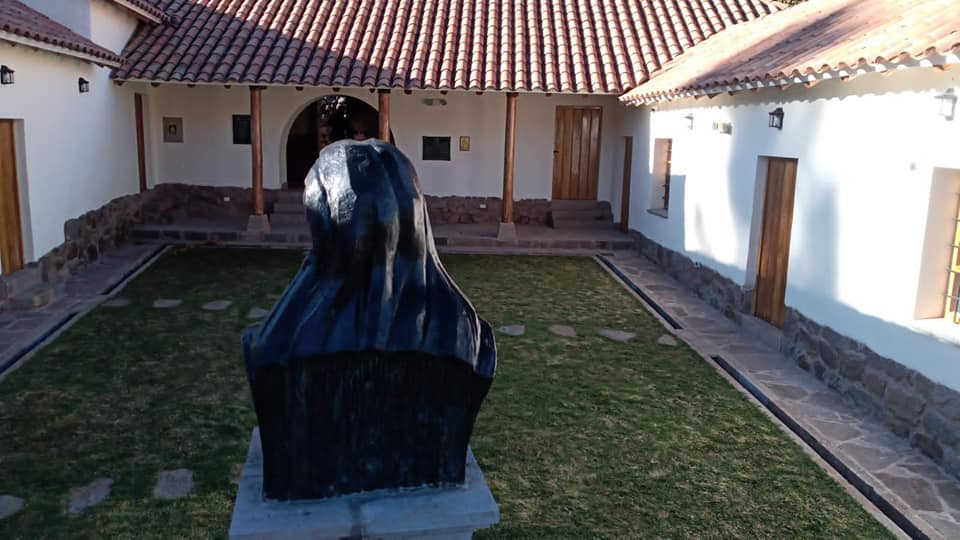
Interior de la casa de José Gabriel Tupac Amaru Noguera en Surimana.

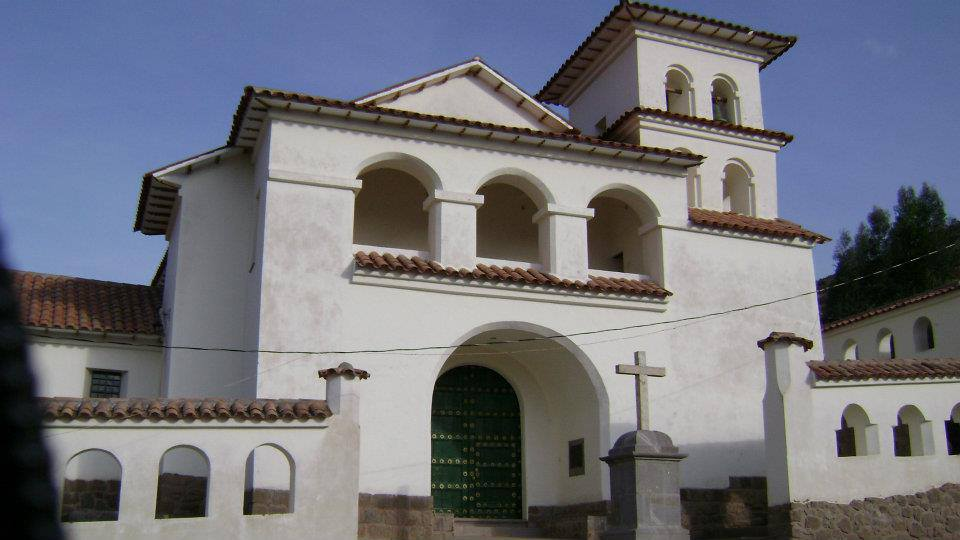
Templo colonial de Nuestra Señora de la Purificación de Surimana.

La ciudad histórica de Surimana, en la época de colonia pertenecía al corregimiento de Canas - Canchis, en los primeros años de la República del Perú desde el 26 de abril de 1822 hasta el 14 de octubre de 1833 se encontraba en la jurisdicción de la Provincia Tinta hoy distrito de Tinta, según el decreto del Presidente de la República José Bernardo de Tagle y Portocarrero, debido a su similitud étnica, biográfica, histórica y común raíz cultural. Luego por la ley N.º 1352 de la fecha de 14 de octubre de 1833, se fraccionó la provincia de Tinta en dos provincias: Provincia de Canas  con el capital Yanaoca y la Provincia de Canchis con el capital Sicuani. Desde este suceso, Surimana queda perteneciendo a la provincia de Canas por encontrarse en la jurisdicción del mismo.
Asimismo, con la promulgación de la ley el 13 de agosto de 1834; por la ley del 17 de enero de 1863, ya queda liberada y confirmada jurídicamente perteneciendo a la Provincia de Canas. Por otro lado, fue reconocida por la ley N.º 1963 de la fecha 1 de septiembre de 1941 desde la creación del Distrito de Túpac Amaru teniendo como capital a la Ciudad Tungasuca al cual pertenecía la ciudad histórica de Surimana con sus comunidades anexos: Huaylluta, Panpahuasi, Ccochapata, Rosasani y Llalla. Asimismo, es reconocida en el año 1961 siendo Gestor Isaac Quispe Chino reconocido ciudadano natural de Surimana y promovida como Agencia Municipal siendo Presidente Don Santiago Ccacya Chacca.
Actualmente, la Ley N.º 00375-2021, que declara de interés nacional y de necesidad pública la creación del distrito José Gabriel Túpac Amaru Noguera de Surimana, en la provincia de Canas, departamento del Cusco, ha sido aprobada por unanimidad, en homenaje al precursor de la gesta emancipadora en el Perú e Hispanoamérica.
La histórica ciudad de Surimana se ubica a 132 km de la ciudad del Cusco, dentro de la provincia de Canas y el distrito de Túpac Amaru. Fue fundada a orillas del río Apurímac, hoy promovido turísticamente como el Cañón del Apurímac. Cabe resaltar que se trata de una ciudad turística: en la actualidad se conserva como museo la casa del líder revolucionario José Gabriel Túpac Amaru Noguera (según certificado de matrimonio), el templo colonial de Surimana con hermosos cuadros y un altar mayor de tres secciones, la huerta de frutales del líder revolucionario, los lavaderos de oro en el río Apurímac, en el río Sayhua, en Hallcahuachi, así como las haciendas en Tomayko y San Juan Pampa en Huaylluta.

### Instituciones Públicas
Hoy en día la Ciudad de Surimana cuenta con una Institución Educativa Inicial, con una Institución Educativa N.º 156 116 Surimana; Institución Educativa Inca Tupac Amaru II Surimana.

### Cultura y costumbres
La ciudad de Surimana ofrece una diversidad cultural y costumbres tradicionales tanto civil y espiritual como: Gran tablada de vacunos, camélidos sudamericanos, ovinos y equinos. La práctica del deporte es fútbol donde se organiza campeonatos de fútbol Inter comunidades, residentes y visitantes el día 15 de julio, la carrera ciclistas, maratón por los caminos del Inca y gran cabalgata de la ciudad de Surimana hasta la capital de la Provincia de Canas, Yanaoca.
El día Central Misa de acción de gracias a Dios en conmemoración a la fiesta patronal de la Virgen del Carmen (imagen encontrada en una piedra en el Cerro Ch'auchura (Curapata) donde antiguamente había una Capilla, su aparición milagrosa de la Virgen del Carmen es auténtica manifestación divina, la Madre de Jesucristo, que es mediadora y tesorera de las todas las gracias que concede a su pueblo por obra del Hijo de Dios. Cada año se lleva a cabo el de 16 de julio la festividad donde los jóvenes ejecutan danzas originarias y costumbristas en sus diferentes categorías expresando su cultura y unidad de vida espiritual clasificando los tres mejores representaciones. Así como se indica, existen danzas originarias, netos que constan de dos comparsas nominado Qhapaq Qolla y K'achampa , danzas que se bailan cada año en la fiesta en honor a la Madre del Señor Jesucristo. Y en vísperas es la entrada Albazos y Qh'apos con un total aproximado de 50 caballos y 12 Burros completamente revestidos con adornos y ropajes tradicionales, se encaminan al coso de Toros bailando y cantando, visitan a los devotos de la Virgen del Carmen y concluye con los preparativos para el día siguiente que continúa con la corrida de toros, cuentan los ciudadanos que duraba durante toda la semana y hoy dura normalmente tres días.
El 28 de julio es el desfile cívico inter instituciones educativas e instituciones públicas, comunidades y barrios. La fiesta conmemorativa de renombre es el día 4 de noviembre por la gesta revolucionaria del Inca José Gabriel Tupac Amaru Noguera, para dicho evento llegan las actrices y actores donde escenifican el inicio de la Revolución y la organización de la gesta revolucionaria, se escenifica en todos los lugares escenarios de la gesta revolucionaria en el mismo ciudad histórica surimana y se cuenta con la visita de las autoridades del Congreso de la República, Presidente Regional y alcaldes de la Provincia, del Distrito y otros organismo.

## Museo y santuario nacional de la revolución
Museo, santuario nacional y casa del líder revolucionario José Gabriel Tupac Amaru Noguera en Surimana

## Geografía
Región: Sierra, Ubicada en una zona cálida a las orillas del Río Apurimac, la ubicación geográfica es: altitud de 3520-3610 m.s.n.m; la latitud es 14°9′12.69″ S y la longitud 71°34′29.63″ O.

#### Límites y división política
Norte: Distrito de Pomacanchi, Provincia de Acomayo
Sur: Totora Distrito de Livitaca, Provincia de Chumbivilcas
Este: Tungasuca, Distrito de Túpac Amaru
Oeste: Sayhua, Distrito de Pomacanchi, Provincia de Acomayo

#### Festividades
- Aniversario del pueblo histórico  Surimana 12 de setiembre
- 19 de marzo nacimiento del Inca José Gabriel Tupac Amaru Noguera.
- 18 de mayo de 1781 merteriología en la Plaza Huaqaypata Cusco
- Aniversario de la gesta revolucionaria el 4 de noviembre de 1780 por José Gabriel Tupac Amaru Noguera y Micaila Bastidas Phuyuccahua.
- 16 de julio la conmemoración de la Virgen del Carmen de la patrona de la Ciudad Surimana

- Conmemoración de la Santísima Cruz
- Protagonista Mg. Wilberth Ccacya Gonzales

- Datos: Q81768064
- Multimedia: Surimana / Q81768064